# Alfredo Alaria
Oscar Alfredo Alaria de Paula (Buenos Aires, 1 de enero de 1930-Buenos Aires, 25 de agosto de 1999), conocido como Alfredo Alaria, fue un actor, bailarín y coreógrafo argentino.

## Carrera
Comenzó muy joven como bailarín y coreógrafo en el cine y en el teatro de revistas de su país donde en 1949 llegó a ser primer bailarín del popular cantaor y bailaor de la noche porteña Miguel de Molina y pronto se encaminó hacia una exitosa carrera internacional.
Montó en Londres una opereta llamada Carmen del viejo Buenos Aires, con música de Lalo Schifrin, Waldo de los Ríos y suya propia, para la cual convocó a una bailarina de la Opera de París a la que presentaba con el pelo cortísimo y unos aros enormes. Llevó su arte con su atmósfera entre tenue y luminosa para realzar las líneas de la belleza femenina desde Suiza, Italia, Inglaterra, Francia, Las Vegas y Hollywood -trabajó con Frank Sinatra, Sammy Davis Jr., Cyd Charisse- hasta Atenas, Egipto e Israel conquistando a los públicos más dispares.
Algunos meses después de debutar con su propia compañía en el teatro Casino de Buenos Aires lo convocaron del Lido de París, donde sus directores le dijeron: “Su misión es imaginar locuras y la nuestra, realizarlas”.Clarín Y así diseñó la famosa catarata, un barco que se hundía, y el escenario medio panorámico.
En 1962 presentó en Buenos Aires una versión muy comentada de la comedia musical de Sixto Pondal Ríos, Nicolás Olivari y Mariano Mores, El otro yo de Marcela -en cuya versión fílmica había trabajado en 1950.
Su talento y dotes para el espectáculo quedaron registrados en obras como Las zapatillas coloradas (1952) y La muerte camina en la lluvia (1948). En 1962 guionó y protagonizó en España el filme Diferente, un drama musical dirigido por Luis María Delgado que fue el primero que abordó la temática homosexual en ese país. Falleció por una hemorragia, después de haber sido operado de una hernia que lo mantuvo recluido en su domicilio.

## Filmografía

### Como actor
- Agáchate, que disparan (1969)
- Diferente (1962) … Alfredo
- Mi viudo y yo (1954)
- Las zapatillas coloradas (1952)
- La doctora Castañuelas (1950)
- El otro yo de Marcela (1950)
- Hoy canto para ti (1950)
- La serpiente de cascabel (1948)
- La locura de don Juan (1948)
- La hostería del caballito blanco (1948)
- La muerte camina en la lluvia (1948) …Joven en la prueba de magia
- Albéniz (1947)
- La copla de la Dolores (1947)
- Rosa de América (1946) …Extra
- Sucedió en Damasco (1943)

### Como coreógrafo
- Como dos gotas de agua (1964)
- Mi último tango (1960) (colaborador)
- Mi viudo y yo (1954)
- Las zapatillas coloradas (1952)
- El otro yo de Marcela (1950)
- Hoy canto para ti (1950)

### Musicalización
- Como dos gotas de agua  (1964) (pieza "Lección de clásico", como Óscar de Paula)

### Guionista
- Diferente (1962)